# 豊丘ダム

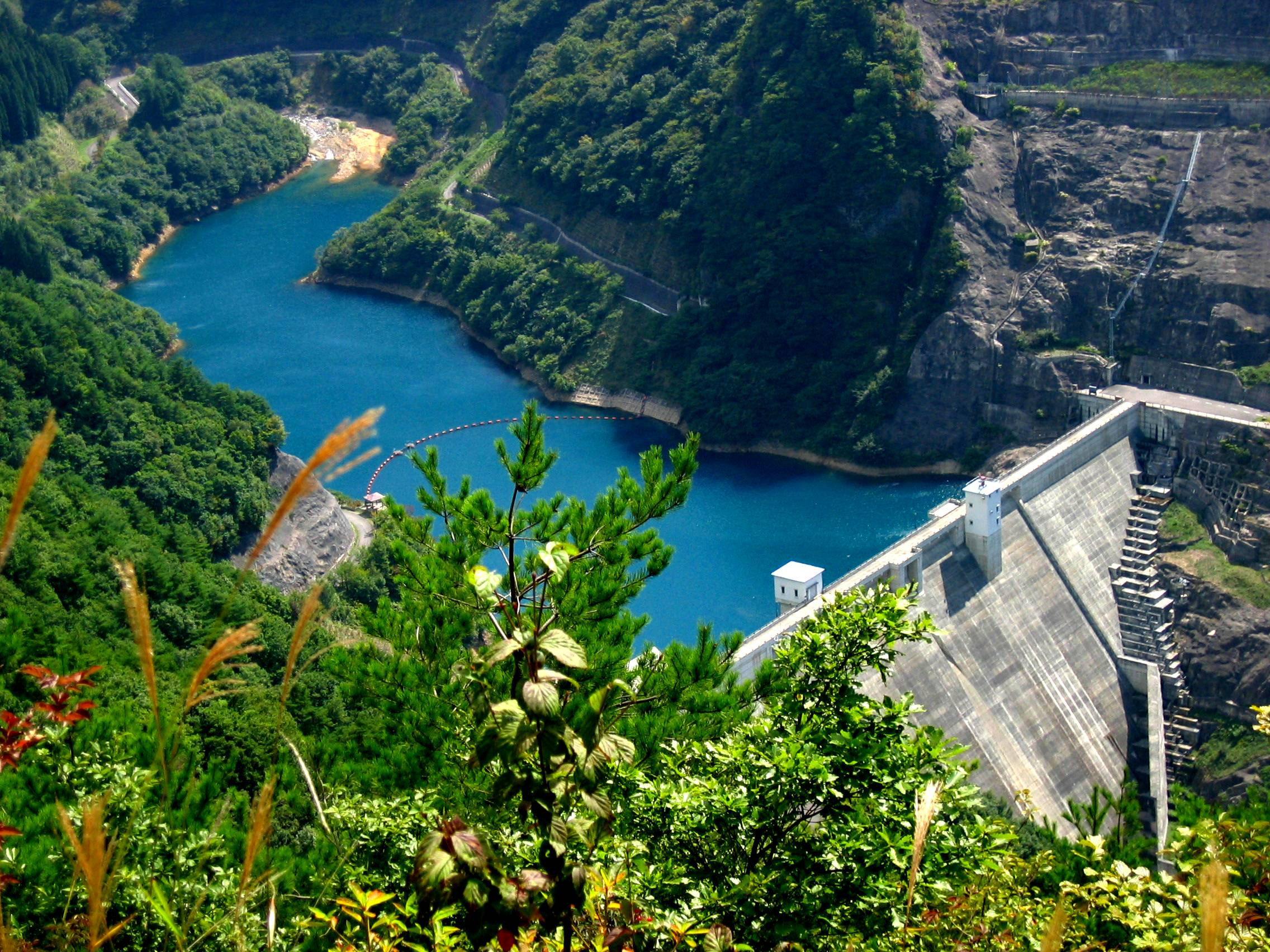
県道346号・第44号カーブ展望台より、豊丘ダムと昇竜湖が一望できる。

豊丘ダム（とよおかダム）は、長野県須坂市、信濃川水系百々川（どどがわ）の支流、灰野川に建設されたダム。高さ 81 メートルの重力式コンクリートダムで、洪水調節、不特定利水、周辺地域への上水道用水供給を目的とした多目的ダムである。ダム湖は昇竜湖（しょうりゅうこ）という。

## 歴史
須坂市を流れる百々川は、四阿山（あずまやさん）を水源とし千曲川（ちくまがわ、長野県内における信濃川の呼称）へ合流する一級河川である。百々川には硫黄を多く含む酸性度の高い水が流れており、その沿岸で暮らす人々は川が至近にあるにもかかわらず、その水を利用することができなかった。
そんな百々川の支流のひとつでありながら灰野川は酸性度が低く、古来より農業用水の水源として利用されてきた。その水の利用をめぐって幾度となく地域間で抗争が起きているという歴史は、当時の水の貴重さを物語っている。
長野県は灰野川の水資源を有効利用すること、また近年発展めざましい下流域を水害から守るべく百々川総合開発の一環として豊丘ダム建設を計画。1975年（昭和50年）より調査を開始し、1994年（平成6年）に完成した。

## 周辺
豊丘ダムは地域に開かれたダムとして、周辺を公園として整備したほか、昇竜湖を一周するように道路が敷かれている。
豊丘ダム右岸にある蔵造り風の建物はダム管理事務所で、「蔵の町」として地域おこしに積極的な須坂市の姿勢のあらわれである。須坂市は古くから商人の町として発展し、特に明治・大正時代は製糸業で富を築いた人々によって蔵がいくつも建てられた。当時の蔵の多くは現在もなお健在であり、須坂市では蔵造りの町並みを特色としている。
豊丘ダム直下には、下流への放流水を利用した発電所がある。内部には横軸クロスフロー水車が接続された水車発電機が一台設置されており、最大150キロワットの電力を発生する。豊丘ダムの管理・運営に必要な電力はこの発電所によってまかなわれており、余剰電力は中部電力に売却している。
豊丘ダムをかすめるように、上流の五味池破風高原（ごみいけ はふこうげん）自然公園に至る長野県道346号五味池高原線が敷かれている。全路にわたって道幅が狭く、見通しの悪いカーブが連続するなか、第44号カーブだけは豊丘ダム・昇竜湖を一望できる展望台として整備されている。

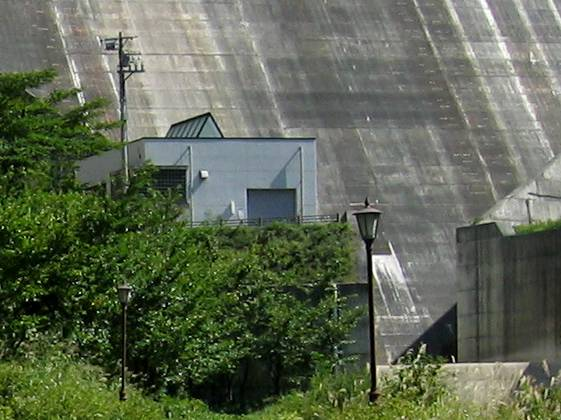
豊丘ダム管理用発電所
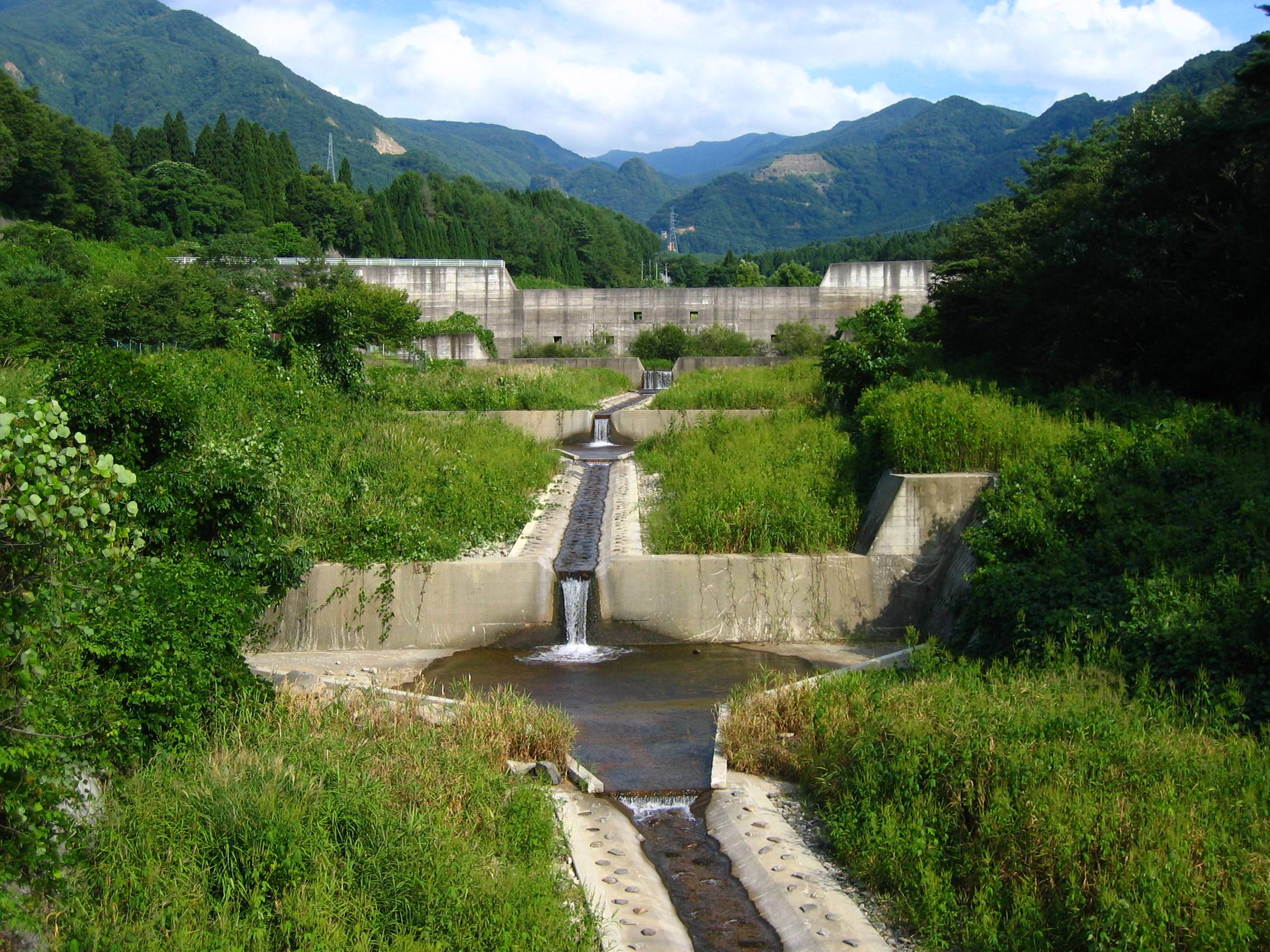
豊丘ダム下流に位置する灰野ダム